# Therese Wislander
Therese Wislander, född 14 februari 1990 i Göteborg, är en svensk handbollsmålvakt.

## Karriär
Rivstartade sin karriär i Kärra HF med många framgångar i ungdomshandbollen. Hon övergav 2010 Kärra för Skövde HF och var målvakt där i fyra säsonger. Kom 2014 till Lugi HF. I Lugi drabbades hon av skador och hjärnskakning och det blev i stort ingen speltid i A-laget. Hon lämnade klubben efter ett år och gick då till Kungälv, som spelade i division 1. Hon bestämde sig för att sluta med handboll efter ett år i Kungälv.

## Familj
Therese Wislanders föräldrar är Camilla Wislander och Magnus Wislander, som båda två har varit handbollsspelare på elitnivå med landslagsmeriter.

## Meriter
- Flick-SM: Guld med Kärra HF
- ICA-cupen: Guld med Kärra HF
- JSM: Guld med Kärra HF
- EHF-guld för ungdomslag med Kärra HF
- Vinnare Norden cup med Kärra HF